# Antiope (Amazon)

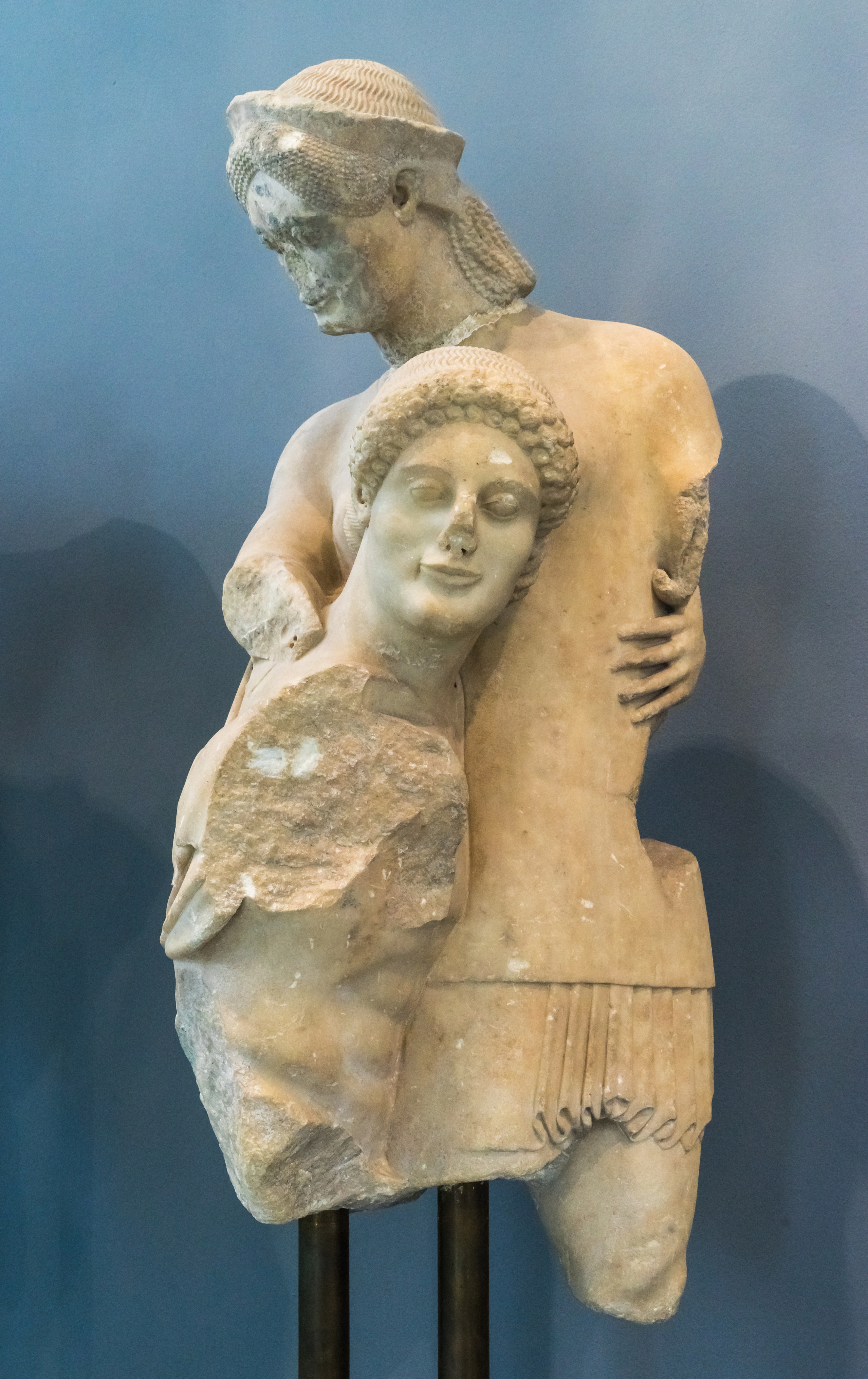
Theseus đưa Antiope đi, chi tiết từ trán tường trong đền thờ Apollo ở Eretria, những năm 500 trước Công nguyên.

Trong thần thoại Hy Lạp, Antiope  (/ænˈtaɪəpi/; tiếng Hy Lạp cổ: Ἀντιόπη, bắt nguồn từ αντι anti, "chống lại, được so sánh với, như," và οψ ops, "tiếng nói" hay "đương đầu") là một nữ chiến binh Amazon, con gái của Ares và là chị/em gái của Melanippe, Hippolyta, Penthesilea và Orithyia (có thể) - các nữ hoàng của những người Amazon. Hai chị em Orithyia và Antiope đồng cai trị những người Amazon. Antiope có thể là vợ của Theseus và là mẹ của Hippolytus của Athens, nhưng những nguồn khác lại cho đó là Hippolyta.

## Thần thoại

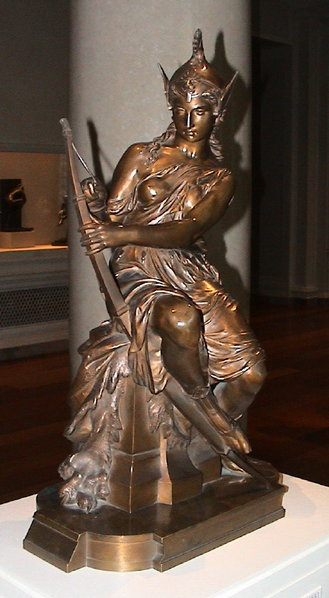
Nữ chiến binh Amazon chuẩn bị cho một trận chiến, tác phẩm của Pierre-Eugène-Emile Hébert, 1860 (Antiope, Hippolyta hoặc Venus)

Có nhiều dị bản kể về cách mà Theseus lấy được Antiope và về số phận của bà sau đó.
Theo một dị bản, trong hành trình Heracles đi thực hiện chiến công thứ chín là đi lấy chiếc thắt lưng của Hippolyta, khi ông bước chân đến kinh đô Themiscyra, người bạn đồng hành của ông là Theseus, vua của Athens đã bắt cóc Antiope rồi mang bà trở về nhà (hoặc bà đã bị Heracles bắt rồi đưa đến cho Theseus). Theo Pausanias, Antiope đem lòng yêu Theseus và tự có ý chí phản bội lại những người Amazon. Họ đã kết hôn với nhau, và sau đó bà sinh ra một người con trai tên Hippolytus, người được đặt tên theo tên chị gái của Antiope. Ngay sau đó, người Amazon tới tấn công thành Athens để cố gắng giải cứu Antiope và để lấy lại thắt lưng của Hippolyta. Tuy nhiên, trong một trận chiến gần Areopagus, người Athens đã đánh bại được họ dưới sự chỉ huy của Theseus. Trong cuộc xung đột này (được biết đến là Chiến tranh Tiểu Á), Antiope bị một nữ chiến binh Amazon tên Molpadia vô tình bắn chết, người này sau đó bị chính Theseus sát hại. Ngôi mộ của cả Antiope và Molpadia đều được xây ở Athens theo như Pausanias.
Theo một số nguồn, nguồn cơn vụ tấn công tới thành Athens thực chất là do Theseus đã bỏ rơi Antiope và lên kế hoạch để cưới Phaedra. Antiope điên tiết trước chuyện này và quyết định tấn công họ vào ngày cưới. Bà thề sẽ giết tất cả những người đến tham dự. Nhưng rồi bà lại bị chính Theseus giết chết, điều đó đã thực hiện được đúng như lời sấm của một nhà tiên tri. Ovid đề cập rằng Theseus đã giết Antiope mặc cho bà còn đang mang thai.
Một dị bản thay thế của câu chuyện kể lại các diễn biến liên quan đến Antiope (bị Theseus bắt cóc, kết hôn với ông, sinh ra Hippolytus, bị Theseus bỏ rơi để đến với Phaedra), tuy nhiên Antiope lại bị thay thế thành Hippolyte. Trong các phiên bản khác của dị bản này, cuộc tấn công tới thành Athens đã không diễn ra hoặc đã diễn ra dưới sự chỉ huy của Orithyia.

## Hình tượng trong văn hoá
- Tiểu thuyết lịch sử viễn tưởng The Sword Is Forged ra mắt năm 1983 của Evangeline Walton viết về câu chuyện của Antiope và Theseus.[18]
- Tiểu thuyết lịch sử viễn tưởng Last of the Amazons ra mắt năm 2004 của Steven Pressfield kể câu chuyện về sự diệt vong của những chiến binh Amazon khi Antiope bỏ trốn cùng Theseus.
- Nhân vật Antiope của DC Comics được giới thiệu vào năm 1984 là dì của Wonder Woman và là em gái của Nữ hoàng Hippolyta cai trị những người Amazon.[19] Nữ diễn viên Robin Wright là người thủ vai nhân vật này trong bộ phim Wonder Woman năm 2017.[20]
- Trong tác phẩm De mulieribus claris của Giovanni Boccaccio[21] có một chuơng dành riêng để nói về Antiope và Orithyia.